# Augustine Bulteau
Augustine Mathilde Victoire Bulteau (29. února 1860, Neuilly-sur-Seine, Francie – 22. září 1922, Paříž, Francie) byla francouzská novinářka a prozaička. Podepisovala své texty pod pseudonymy Fœmina, Cleg nebo Jacque Vontade.

## Životopis
Augustine Bulteau, narozená 29. února 1860 v Neuilly-sur-Seine se 18. září 1880 se provdala za spisovatele Julesa Ricarda; rozvod byl oznámen 19. listopadu 1896, ale rozešli se mnohem dříve. Augustine přezdívaná „Toche“ shromáždila od konce 80. let 19. století na svém panství v Léry v Burgundsku okruh umělců a spisovatelů. Učila se fotografovat, pořádala živá vystoupení a zanechávala důležité ikonografické svědectví, částečně uchované ve Francouzské národní knihovně. Psala například o umělci Maxime Dethomasovi, který byl jedním z jejích nejvěrnějších přátel. Bulteauová je také úzce spjata s Isabellou Crombezovou z La Baume-Pluvinel (1858-1911), která publikovala pod jménem „Laurent Évrard“; tyto dvě ženy obývaly palác Dario v Benátkách a přijímaly tam mnoho osobností ze světa umění a kultury.

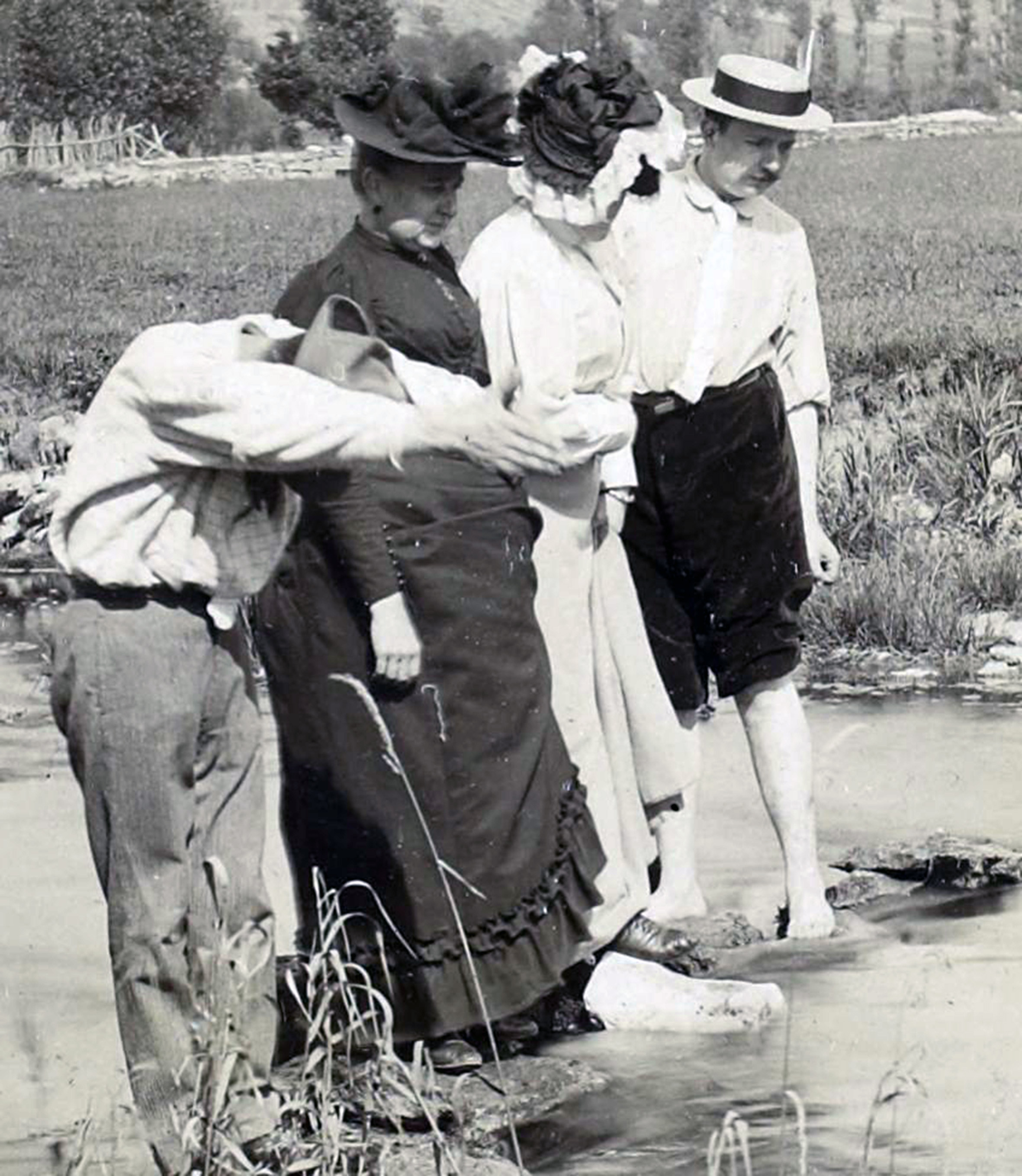
Madame Bulteau a někteří přátelé v Léry, kolem roku 1890

V roce 1898 pod pseudonymem "Cleg" psala pravidelné sloupky do týdeníku La Vie parisienne a vydala svůj román Les Histoires amoureuses d'Odile en feuilleton.
Souběžně s tím v roce 1899 slavnostně zahájila ve společenském deníku "Le Gaulois" sloupek s názvem „Foemina“ , který psala do roku 1901, poté následující rok pokračovala v listu Le Figaro až do roku 1914. Podporovala zejména kandidaturu Marie Curie-Skłodowské na francouzskou akademii
V roce 1900 se pod jiným pseudonymem, pod jménem „Jacque Vontade“, vydala na dráhu romanopisce vydáním Les Histoires amoureuses d'Odile v Ollendorffu.
Dne 11. ledna 1913 byla jmenována rytířkou čestné legie.
Zemřela v Paříži 29. září 1922. Její monografie se objevily v letech 1922 až 1929. Znovuobjevená a důležitá je její korespondence, která odhaluje její vazby na Louise Duchesneho (od 1902 do 1922), Jeana de Tinana, Paula-Jeana Touleta a další osobnosti.